# Serebrjanka
Serebrjanka (rusky Серебрянка) je řeka na Středním Urale ve Sverdlovské oblasti a v Permském kraji v Rusku. Je 147 km dlouhá. Povodí má rozlohu 1 240 km².

## Průběh toku
Ústí zprava do řeky Čusovaji (povodí Kamy) na 179 říčním kilometru.

## Vodní režim
Zdroj vody je sněhový a dešťový. Průměrný roční průtok vody činí 12,4 m³/s. Zamrzá v listopadu a rozmrzá v dubnu.

## Využití
Řeka je splavná.